# Sihlea (gmina)
Sihlea – gmina w Rumunii, w okręgu Vrancea. Obejmuje miejscowości Bogza, Căiata, Sihlea i Voetin. W 2011 roku liczyła 5039 mieszkańców.